# 革命的ブロードウェイ主義者同盟
『革命的ブロードウェイ主義者同盟』（かくめいてきブロードウェイしゅぎしゃどうめい）は、上坂すみれの1枚目のオリジナルアルバム。2014年1月8日にスターチャイルドから発売された。

## 背景
2013年2月11日、ニコファーレで開催された『上坂すみれプロジェクト〜決起集会vol.0』にて、上坂のアーティストデビューが発表されると共に「革命的ブロードウェイ主義者同盟」の結成が宣言された。この同盟は「生産・団結・反抑圧」をスローガンに掲げ、「同志諸君（ファン）」と「決起集会（イベント）」を重ね、最終的には「国家」を樹立することを目標としている。
その後、上坂は2枚のシングル「七つの海よりキミの海」「げんし、女子は、たいようだった。」を発売。同年10月20日にはラフォーレミュージアム原宿で『決起集会vol.6〜死せる乙女の摩天楼〜』が開催され、アルバムのリード曲である「革命的ブロードウェイ主義者同盟」が初披露された。

## リリース
2014年1月8日にスターチャイルドから発売された。初動は約6千枚弱。
販売形態は初回限定盤A（KICM-91506）・初回限定盤B（KICM-91507）・通常盤（KICM-1508）の3種リリースで、初回限定盤Aには「革命的ブロードウェイ主義者同盟」のPVを収録したDVDおよびミニ写真集が、初回限定盤Bにはバッジが封入されている。ちなみにバッジを入れるという発想は上坂自身が考案したという。
ジャケットの衣装は初回限定盤A・B、通常盤で異なっているが、都内の公園で一日かけて撮影された。なお、初回限定盤Bで着ている軍服は本物であり、ミリタリーライター兼軍服コーディネーターの金子から借り受けた。ちなみにミニ写真集にはゴスロリ風とミリタリー風の2種類の内容が掲載されている。
本作の発売を記念して1月11日に新橋SL広場にて「革命的ブロードウェイ主義者同盟 新春★公開プロパガンダ in 新橋SL広場」が開催され、同時にラ・ピスタ新橋1階サンプリングスペースにて本作の販売も行われた。この模様はニコニコ生放送での中継も行われた。

## 音楽性
1曲目の「予感」は、プロレスラーの入場テーマを彷彿とさせるダブステップ調の曲。
リード曲であり2曲目の「革命的ブロードウェイ主義者同盟」は、2013年10月20日に決起集会で初披露された曲で、間奏での演説はトロツキーの本を基にしている。
3曲目の「サイケデリック純情」は、和と洋を融合させたかわいらしい曲で、歌詞にはキノコも登場する。なお決起集会では叫ぶような感じで歌っていたが、収録に際しては怪電波をイメージするよう変更したという。
5曲目の「Theme of Dr.AKASO」は、2013年7月20日にumeda AKASOで開催された『革命的ブロードウェイ主義者同盟 組織拡大活動〜夏の陣〜 決起集会vol.4 in大阪〜ドクター・アカソの逆襲〜』のサブタイトルであった「ドクター・アカソ」のテーマ曲。
9曲目の「悪夢」は、決起集会vol.4で使用された「お絵かきのテーマ」。
11曲目の「哀愁Fakeハネムーン」は、セイントフォーに代表される昭和のアイドルを意識したロマンチックな曲に仕上がっているが、これは上坂自身セイントフォーを好いており、スタッフにその旨を伝えたことで制作された。
12曲目の「真･革命伝説」は、昔のRPGの世界観および『世界名作劇場』のようなセル画アニメのオープニング映像を彷彿とさせる壮大な曲。

## 収録内容
CD
1. 予感（Instrumental） [2:20][1]
  - 作曲・編曲：R・O・N
2. 革命的ブロードウェイ主義者同盟 [4:39][1]
  - 作詞・作曲・編曲：遠山明孝
3. サイケデリック純情 [4:29][1]
  - 作詞・作曲・編曲：遠山明孝
4. テトリアシトリ [5:06][1]
  - 作詞・作曲：桃井はるこ、編曲：松武秀樹
5. Theme of Dr.AKASO（Instrumental） [2:03][1]
  - 作曲・編曲：R・O・N
6. 我旗の元へと集いたまえ [4:13][1]
  - 作詞：畑亜貴、作曲・編曲：伊藤賢治
7. SUMIRE #propaganda [4:37][1]
  - 作詞：畑亜貴、作曲・編曲：佐野電磁
8. 我らと我らの道を [4:33][1]
  - 作詞：畑亜貴、作曲・編曲：田中秀和
9. 悪夢（Instrumental） [2:04][1]
  - 作曲・編曲：長谷川智樹
10. げんし、女子は、たいようだった。 [4:32][1]
  - 作詞・作曲：桃井はるこ、編曲：Haraddy・ 鈴木勝彦
  - テレビアニメ『げんしけん 二代目』オープニングテーマ
11. 哀愁Fakeハネムーン [4:35][1]
  - 作詞：森雪之丞、作曲・編曲：岡部啓一 (MONACA)
12. 真･革命伝説 [4:37][1]
  - 作詞：畑亜貴、作曲・編曲：伊藤賢治
13. FLYERS [4:08][1]
  - 作詞：畑亜貴、作曲・編曲：光田康典
14. 七つの海よりキミの海（アルバムを通して聴いてくれた同志に…） [4:54][1]
  - 作詞：畑亜貴、作曲：神前暁、編曲：神前暁・高田龍一、ストリングスアレンジ：高田龍一
  - テレビアニメ『波打際のむろみさん』オープニングテーマ

DVD（初回限定盤Aのみ）
1. 革命的ブロードウェイ主義者同盟 (Music Video)

## チャート
| チャート（2014年）               | 最高位 |
| -------------------------------- | ------ |
| オリコン                         | 9      |
| Billboard JAPAN Top Albums       | 8      |
| サウンドスキャン 【初回限定盤A】 | 17     |